# Donkey Punch (film)
Pour les articles homonymes, voir Donkey Punch.
Pour plus de détails, voir Fiche technique et Distribution.
Donkey Punch est un film anglais réalisé par Olly Blackburn, sorti en 2008

## Synopsis
Trois jeunes filles en vacances aux Baléares, se reposant sur la mer, rencontrent quatre garçons qui leur propose de faire la fête sur un yacht. A bord la fête bat son plein, alcool, drogue et sexe. En plein climax l'un des garçons tue Lisa, sa partenaire sexuelle en lui brisant le cou.
Les garçons disent aux filles qu'il s'agit d'un accident, mais l'une d'entre elles a vu comment Josh avait spécifiquement frappé sa petite amie. D'abord, ils décident tous de retourner sur le rivage, mais les garçons après réflexion déclarent qu'il est préférable de jeter le corps de la fille à la mer afin de ne pas avoir de problèmes. La situation devient incontrôlable et une véritable lutte pour la survie commence à bord du yacht, dans laquelle les passagers meurent les uns après les autres. Une seule fille, Tammy, survit et s'enfuit dans une embarcation de sauvetage.

## Fiche technique
- Titre : Donkey Punch
- Réalisation : Olly Blackburn

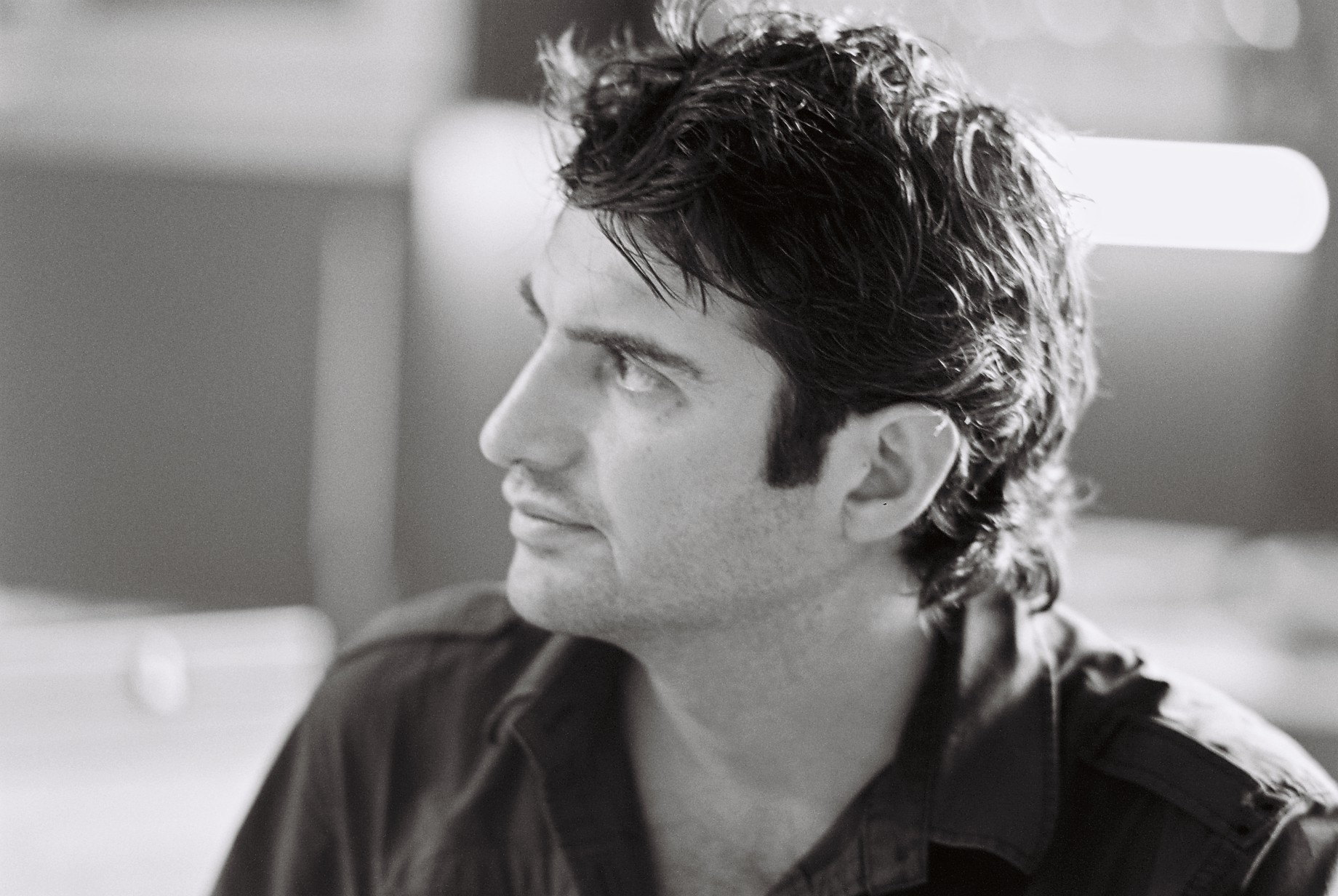
Olly Blackburn, réalisateur du film Donkey Punch.

- Scénario : Olly Blackburn et David Bloom
- Musique : François-Eudes Chanfrault
- Photographie : Nanu Segal
- Montage : Kate Evans
- Production : Robin Gutch, Mark Herbert et Angus Lamont
- Société de production : Warp X, EM Media, Film4, Madman Entertainment et The Salt Company International
- Société de distribution : Kanibal Films Distribution (France)
- Pays :  Royaume-Uni
- Genre : Drame, thriller et horreur
- Durée : 99 minutes
- Date de sortie :
  -  Royaume-Uni : 17 juillet 2008
  -  France : 4 août 2010

## Distribution
- Robert Boulter : Sean
- Sian Breckin : Lisa
- Tom Burke : Bluey
- Nichola Burley : Tammi
- Julian Morris : Josh
- Jay Taylor : Marcus
- Jaime Winstone : Kim